# Izoindolină
Izoindolina este un compus organic cu formula chimică C8H9N. Este un compus heterociclic biciclic, format dintr-un nucleu benzenic cu șase atomi fuzionat cu un nucleu cu cinci atomi, care conține azot. Se regăsește în structura unor medicamente, precum clortalidonă, indoprofen sau lenalidomidă. Este obținută din ftalonitril.